# Discografia de Iggy Azalea
A discografia de Iggy Azalea, uma rapper australiana, é composta por três álbuns de estúdio, três extended plays (EPs), duas mixtapes e treze singles (incluindo quatro como artista convidada). Em setembro de 2011, Azalea lança sua primeira mixtape, Ignorant Art. Após o lançamento, Azalea assinou um contrato com T.I. para a gravadora Grand Hustle. Em julho de 2012, ela lançou um EP gratuito intitulado Glory, e em outubro do mesmo ano, lança a sua segunda mixtape TrapGold.
Em abril de 2014, Azalea lança seu álbum de estreia, The New Classic, que atingiu o pico entre os cinco primeiros postos nas paradas musicais de alguns países, incluindo os Estados Unidos, Austrália e Reino Unido. Os três primeiros singles do álbum, "Work", "Bounce" e "Change Your Life" obtiveram sucesso moderado. O quarto single, "Fancy", com participação de Charli XCX, atingiu o topo da parada americanana Billboard Hot 100 e atingiu um pico entre os cinco primeiros postos das paradas da Austrália e do Reino Unido. "Black Widow", com participação de Rita Ora, foi o quinto single de The New Classic, e conseguiu aparecer entre os cinco primeiros postos das paradas dos Estados Unidos e do Reino Unido. Durante este tempo, Azalea também foi destaque em "Problem", single de Ariana Grande que alcançou a segunda colocação na parada americana. Em novembro de 2014, Azalea lançou uma reedição de seu álbum de estreia intitulado Reclassified, que inclui os singles "Beg for It" e "Trouble". Azalea conseguiu três top dez de sucessos simultaneamente na Billboard Hot 100 em 2014.

## Álbuns

### Álbuns de estúdio
| Título            | Detalhes do álbum                                                                                                | Melhores posições atingidas | Melhores posições atingidas | Melhores posições atingidas | Melhores posições atingidas | Melhores posições atingidas | Melhores posições atingidas | Melhores posições atingidas | Melhores posições atingidas | Melhores posições atingidas | Melhores posições atingidas |
| Título            | Detalhes do álbum                                                                                                | AUS                         | CAN                         | EUA                         | EUA R&B/HH                  | EUA Rap                     | IRL                         | HOL                         | NZ                          | RU                          | SUE                         |
| ----------------- | --- | --------------------------- | --------------------------- | --------------------------- | --------------------------- | --------------------------- | --------------------------- | --------------------------- | --------------------------- | --------------------------- | --------------------------- |
| The New Classic   | - Lançamento: 21 de abril de 2014 - Gravadora(s): Virgin EMI Records, Def Jam - Formato(s): CD, download digital | 2                           | 2                           | 3                           | 1                           | 1                           | 13                          | 58                          | 3                           | 5                           | 12                          |
| In My Defense     | - Lançamento: 19 de julho de 2019 - Gravadora: Bad Dreams Records, Empire - Formato: Download digital            | 52                          | —                           | 50                          | 25                          | 22                          | —                           | —                           | —                           | —                           | —                           |
| The End of an Era | - Lançamento: 13 de agosto de 2021 - Gravadora: Bad Dreams Records, Empire - Formato: Download digital           |                             |                             |                             |                             |                             |                             |                             |                             |                             |                             |

### Relançamentos
| Título       | Detalhes do álbum                                                                                          | Melhores posições atingidas | Melhores posições atingidas | Melhores posições atingidas | Melhores posições atingidas | Melhores posições atingidas | Melhores posições atingidas | Melhores posições atingidas | Melhores posições atingidas | Melhores posições atingidas |
| Título       | Detalhes do álbum                                                                                          | AUS                         | AUS URB                     | DIN                         | EUA                         | EUA R&B/HH                  | EUA Rap                     | RU                          | RU R&B                      | SUE                         |
| ------------ | --- | --------------------------- | --------------------------- | --------------------------- | --------------------------- | --------------------------- | --------------------------- | --------------------------- | --------------------------- | --------------------------- |
| Reclassified | - Lançamento: 21 de novembro de 2014 - Gravadora(s): Virgin EMI Records - Formato(s): CD, download digital | 4                           | 3                           | 1                           | 15                          | 6                           | 5                           | 25                          | 4                           | 32                          |

### Extended plays
| Título                                                                                 | Detalhes do álbum                                                                                         | Melhores posições atingidas | Melhores posições atingidas |
| Título                                                                                 | Detalhes do álbum                                                                                         | EUA Heat                    | EUA R&B/HH                  |
| -------------------------------------------------------------------------------------- | --- | --------------------------- | --------------------------- |
| Glory                                                                                  | - Lançamento: 30 de julho de 2012 - Gravadora: Grand Hustle - Formato: Download digital                   | —                           | —                           |
| Change Your Life                                                                       | - Lançamento: 8 de outubro de 2013 - Gravadora: Island Def Jam - Formato(s): CD, Download digital         | 33                          | 66                          |
| iTunes Festival: London 2013                                                           | - Lançamento: 25 de outubro de 2013 (Reino Unido) - Gravadora: Virgin EMI - Formato: Download digital     | —                           | —                           |
| Survive the Summer                                                                     | - Lançamento: 3 de agosto de 2018 - Gravadora: Island Records - Formato: Download digital                 | —                           | 145                         |
| Wicked lips                                                                            | • Lançamento: 2 de dezembro de 2019 • Gravadora : Bad dreams records / EMPIRE • Formato : Dowload digital | _                           | _                           |
| "—" indica uma obra que não entrou na tabela musical ou não foi lançada no território. | |                             |                             |

### Mixtapes
| Título       | Detalhes                                                                                         |
| ------------ | ------------------------------------------------------------------------------------------------ |
| Ignorant Art | - Lançamento: 27 de setembro de 2011 - Gravadora: Independente - Formato: Download digital       |
| TrapGold     | - Lançamento: 11 de outubro de 2012 - Gravadora (s): Independente - Formato(s): Download digital |

## Singles

### Como artista principal
| "Work"                                                                                 | 2013 | 79  | 87 | 8  | 54  | —  | —  | 42 | 2  | 17 | — | - ARIA: Ouro - BPI: Prata - MC: Ouro - RIAA: Platina                                                                             | The New Classic    |  |
| "Bounce"                                                                               | 2013 | —1  | —  | 42 | —   | —  | —  | 34 | 22 | 13 | — | | The New Classic    |  |
| "Change Your Life" (com participação de T.I.)                                          | 2013 | 44  | 97 | —  | — 2 | 15 | —  | 28 | 38 | 10 | — | - ARIA: Ouro - RIAA: Ouro | The New Classic    |  |
| "Fancy" (com participação de Charli XCX)                                               | 2014 | 1   | 1  | 6  | 1   | 1  | 1  | 1  | 1  | 5  | 1 | - ARIA: 4× Platina - BPI: Platina - IFPI DIN: Platina - IFPI SUE: 2× Platina - MC: 3× Platina - RIAA: 7× Platina - RMNZ: Platina | The New Classic    |  |
| "Black Widow" (com participação de Rita Ora)                                           | 2014 | 1   | 6  | 5  | 3   | 1  | 1  | 9  | 11 | 2  | 3 | - ARIA: Platina - BPI: Ouro - IFPI DIN: Platina - IFPI SUE: 2× Platina - MC: 2× Platina - RIAA: 4× Platina - RMNZ: Ouro          | The New Classic    |  |
| "Beg For It" (com participação de MØ)                                                  | 2014 | 4   | 15 | 10 | 27  | 3  | 5  | 2  | 7  | 23 | 9 | - RIAA: Platina | Reclassified       |  |
| "Trouble" (com participação de Jennifer Hudson)                                        | 2015 | 10  | 60 | 8  | 67  | 4  | 36 | 11 | 9  | 7  | — | - ARIA: Platina - BPI: Prata - RIAA: Ouro                                                                                        | Reclassified       |  |
| "Pretty Girls" (com Britney Spears)                                                    | 2015 | 15  | 16 | 1  | 29  | 25 | —  | 60 | —  | 16 | — | | Canção sem álbum   |  |
| "Team"                                                                                 | 2016 | 40  | 41 | 6  | 42  | 89 | —  | —  | —5 | 62 | — | - RIAA: Ouro |                    |  |
| "Mo Bounce"                                                                            | 2017 | 63  | 87 | —  | —   | —  | —  | —  | —  | —  | — | |                    |  |
| "Switch" (com participação de Anitta)                                                  | 2017 | 180 | —  | —  | —   | —  | —  | —  | —  | —  | — | |                    |  |
| "Savior" (com participação de Quavo)                                                   | 2018 | —   | —  | —  | —   | —  | —  | —  | —  | —  | — | |                    |  |
| "Kream" (com participação de Tyga)                                                     | 2018 | —   | 54 | —  | 96  | —  | —  | 96 | —  | —  | — | - RIAA: Ouro | Survive the Summer |  |
| "Sally Walker"                                                                         | 2019 | —   | 56 | —  | 62  | —  | —  | 62 | —  | 82 | — | | In My Defense      |  |
| "Started"                                                                              | 2019 | —   | —  | —  | 120 | —  | —  | 73 | —  | 76 | — | | In My Defense      |  |
| "Fuck It Up"                                                                           | 2019 | —   | —  | —  | —   | —  | —  | —  | —  | —  | — | | In My Defense      |  |
| "Lola"                                                                                 | 2019 | —   | —  | —  | —   | —  | —  | —  | —  | —  | — | | Wicked Lips        |  |
| "—" indica uma obra que não entrou na tabela musical ou não foi lançada no território. |      |     |    |    |     |    |    |    |    |    |   | |                    |  |

### Como artista convidada
| Título                                                                                 | Ano  | Melhores posições atingidas | Melhores posições atingidas | Melhores posições atingidas | Melhores posições atingidas | Melhores posições atingidas | Melhores posições atingidas | Melhores posições atingidas | Melhores posições atingidas | Melhores posições atingidas | Melhores posições atingidas | Certificações | Álbum            |
| Título                                                                                 | Ano  | AUS                         | CAN                         | DIN                         | EUA                         | FRA                         | HOL                         | IRL                         | NZ                          | RU                          | SUE                         | Certificações | Álbum            |
| -------------------------------------------------------------------------------------- | ---- | --------------------------- | --------------------------- | --------------------------- | --------------------------- | --------------------------- | --------------------------- | --------------------------- | --------------------------- | --------------------------- | --------------------------- | --- | ---------------- |
| "Problem" (Ariana Grande com participação de Iggy Azalea)                              | 2014 | 2                           | 3                           | 5                           | 2                           | 1                           | 10                          | 1                           | 1                           | 1                           | 5                           | - ARIA: 3× Platina - BPI: Platina - IFPI DIN: 2× Platina - IFPI SUE: 3× Platina - MC: 3× Platina - RIAA: 6× Platina - RMNZ: Platina | My Everything    |
| "No Mediocre" (T.I. com participação de Iggy Azalea)                                   | 2014 | 36                          | 59                          | —                           | 33                          | 35                          | —                           | —                           | 34                          | 49                          | —                           | - ARIA: Ouro - MC: Ouro - RIAA: Platina                                                                                             | Paperwork        |
| "Booty" (Jennifer Lopez com participação de Iggy Azalea)                               | 2014 | 27                          | 11                          | —                           | 18                          | 93                          | —                           | —                           | 30                          | 137                         | —                           | - RIAA: Platina | Canção sem álbum |
| "—" indica uma obra que não entrou na tabela musical ou não foi lançada no território. |      |                             |                             |                             |                             |                             |                             |                             |                             |                             |                             | |                  |

### Singlespromocionais
| Título                                                                                      | Ano  | Melhores posições atingidas | Melhores posições atingidas | Melhores posições atingidas | Melhores posições atingidas | Melhores posições atingidas | Melhores posições atingidas | Melhores posições atingidas | Melhores posições atingidas | Melhores posições atingidas | Melhores posições atingidas | Álbum            |
| Título                                                                                      | Ano  | ALE                         | AUS                         | AUS URB                     | CAN                         | EUA                         | EUA R&B/HH                  | FRA                         | RU                          | RU R&B                      | SUI                         | Álbum            |
| ------------------------------------------------------------------------------------------- | ---- | --------------------------- | --------------------------- | --------------------------- | --------------------------- | --------------------------- | --------------------------- | --------------------------- | --------------------------- | --------------------------- | --------------------------- | ---------------- |
| "Know About Me" (Remix) (DJ Green Lantern e Valentino Khan com participação de Iggy Azalea) | 2014 | —                           | —                           | —                           | —                           | —                           | —                           | —                           | —                           | —                           | —                           | Canção sem álbum |
| "Impossible Is Nothing"                                                                     | 2014 | —                           | —                           | —                           | —                           | —                           | —                           | —                           | 168                         | 30                          | —                           | The New Classic  |
| "Iggy SZN"                                                                                  | 2014 | 95                          | 11                          | —3                          | —                           | 48                          | —                           | —                           | —                           | —                           | —                           | Reclassified     |
| "Go Hard or Go Home" (com Wiz Khalifa)                                                      | 2015 | 77                          | 60                          | 12                          | 65                          | 86                          | 29                          | 47                          | 110                         | 19                          | 55                          | Furious 7        |
| "All Hands on Deck" (Remix) (Tinashe com participação de Iggy Azalea)                       | 2015 | 45                          | —                           | —                           | —4                          | 33                          | —                           | —                           | 156                         | 34                          | —                           | Canção sem álbum |
| "—" indica uma obra que não entrou na tabela musical ou não foi lançada no território.      |      |                             |                             |                             |                             |                             |                             |                             |                             |                             |                             |                  |

### Outras canções
| "Million Dollar Dream" (A. R. Rahman com participação de Iggy Azalea)                  | 2014 | —  | — | —  | —  | 17 | Million Dollar Arm |
| "Heavy Crown" (com participação de Ellie Goulding)                                     | 2014 | —  | 9 | 37 | 23 | —  | Reclassified       |
| "Kingdom Come" (Demi Lovato com participação de Iggy Azalea)                           | 2015 | 43 | — | —  | —  | —  | Confident          |
| "—" indica uma obra que não entrou na tabela musical ou não foi lançada no território. |      |    |   |    |    |    |                    |